# Ермітаж (парк)
Парк «Ермітаж» — колишній парк у Києві, створений у середині 1870-х рр. на Трухановому острові. Знаходився приблизно навпроти Поштової площі.

## Історія
1870 року підприємець Адам Гінтовт створив на Трухановому острові невеликий шинок, територію навколо якого вже у середині 1870-х років впорядкував, перетворивши на парк.
Загальна площа парку становила бл. 2 десятин (бл.2 га).
У парку розташовувалося декілька ресторанів, буфет, а від 1880-х років було влаштовано естраду. На естраді проходили вистави — водевілі, оперети, давалися музичні концерти.
У «Путівнику по Києву» В. Бублика вміщено опис парку: «Ермітаж на Трухановому острові відвідується менш вибагливою публікою; завдяки розпорядності нового керуючого, парк набув досить пристойного вигляду; трупа, яка грає на сцені, зібрана досить різноманітно та з задовільних сил; у саду непоганий оркестр, буфет, кухня та окремі кабінети. Сполучення з місто підтримують два, для цього навмисне влаштовані, маленькі пароплави. Парк освітлюється електрикою, що надає йому фантастичного вигляду, особливо, якщо споглядати на нього з цього боку Дніпра. Взагалі, адміністрація парку не шкодує коштів, щоб надати публіці задоволення та зручностей».
Оскільки парк був приватним, за вхід до нього необхідно було сплачувати 20 копійок. У 1890-х роках окрасою парку був світловий фонтан — зменшена копія фонтанів, демонстрованих на виставці у Парижі.
Загалом парк вважався місцем відпочинку невибагливих людей.
Існував до початку громадянської війни в Російській імперії. У міжвоєнний період територія колишнього парку була частково забудована.